# Anepopsia
Anepopsia is een geslacht van vlinders van de familie slakrupsvlinders (Limacodidae).

## Soorten
- A. eugyra Turner, 1926
- A. tephraea Turner, 1926